# Teucrium musimonum
Teucrium musimonum là một loài thực vật có hoa trong họ Hoa môi. Loài này được Humbert ex Maire miêu tả khoa học đầu tiên năm 1924.